# Château fort de Lourdes
Le château fort de Lourdes est une fortification médiévale située sur la commune française de Lourdes dans le département des Hautes-Pyrénées en  région Occitanie.
Il occupe une position stratégique à l'entrée des sept vallées du Lavedan dans les Pyrénées.

## Localisation
Il est situé sur un promontoire rocheux en position dominante, ce qui en fait une position défensive idéale, au beau milieu de la ville de Lourdes, dans le département français des Hautes-Pyrénées.

## Historique
Son origine remonte à l’époque romaine, il fut ensuite assiégé en 778 par Charlemagne puis devient la résidence des comtes de Bigorre aux XIe et XIIe siècles.
Au XIIe siècle, il passe aux mains des comtes de Champagne (également rois de Navarre) avant d'entrer dans le domaine des rois de France sous Philippe le Bel. Il est cédé aux Anglais par le Traité de Brétigny en 1360, avant de revenir à la France au début du XVe siècle à l'issue de deux sièges.
La structure du château fut renforcée aux XIIIe et XIVe siècles (construction du donjon) puis de nouveau du XVIIe au XIXe siècle.
Au XVIIe siècle, le château devient prison royale puis d'État après la Révolution, et ce jusqu'au début du XXe siècle où, sous l'impulsion de Louis Le Bondidier et son épouse Margalide, il devient le siège du musée pyrénéen (1921) qu'il abrite encore aujourd'hui. C’est le plus grand musée d’arts et de traditions populaires des Pyrénées.

## Description

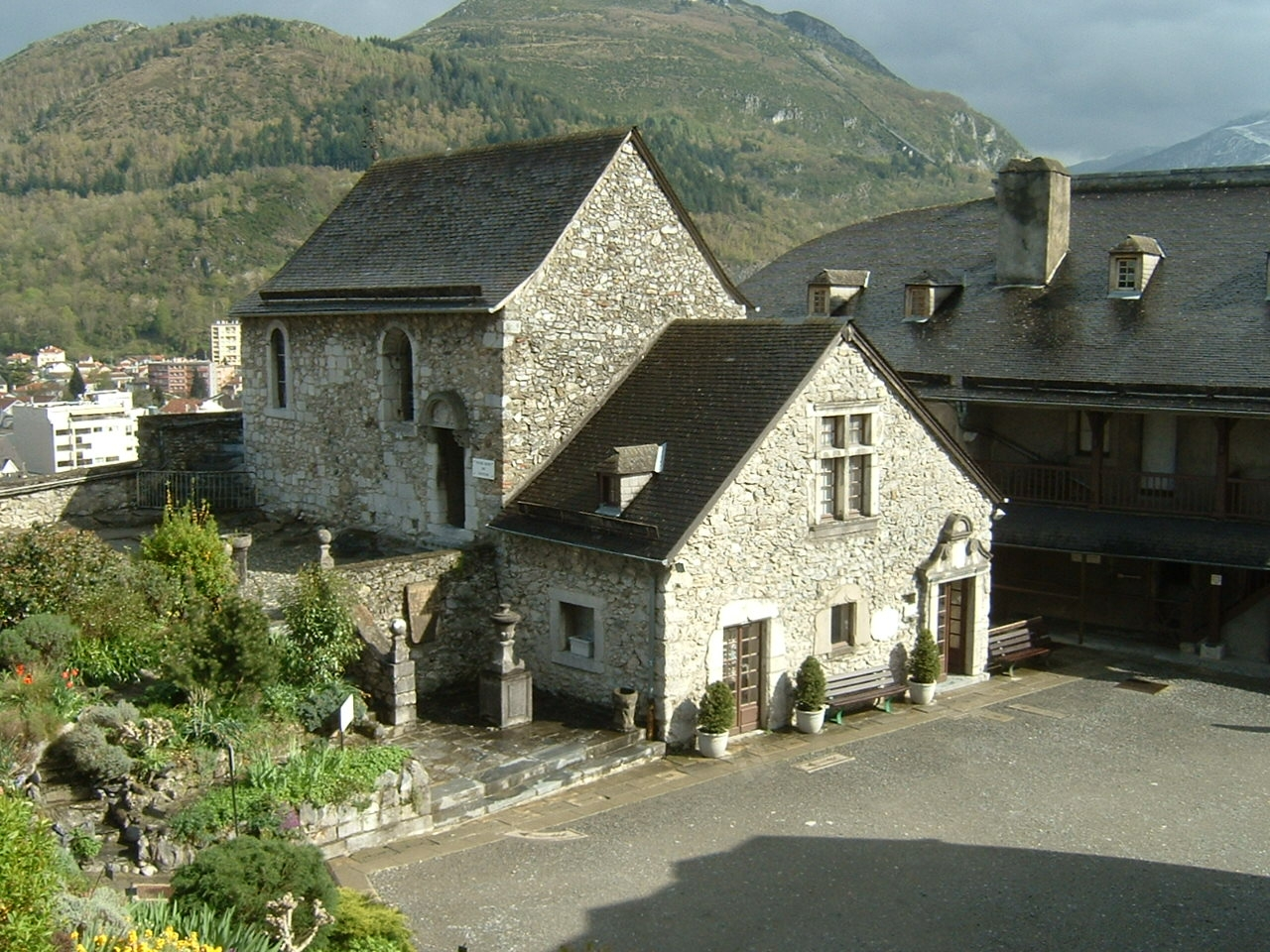
La chapelle Notre-Dame-du-Château.

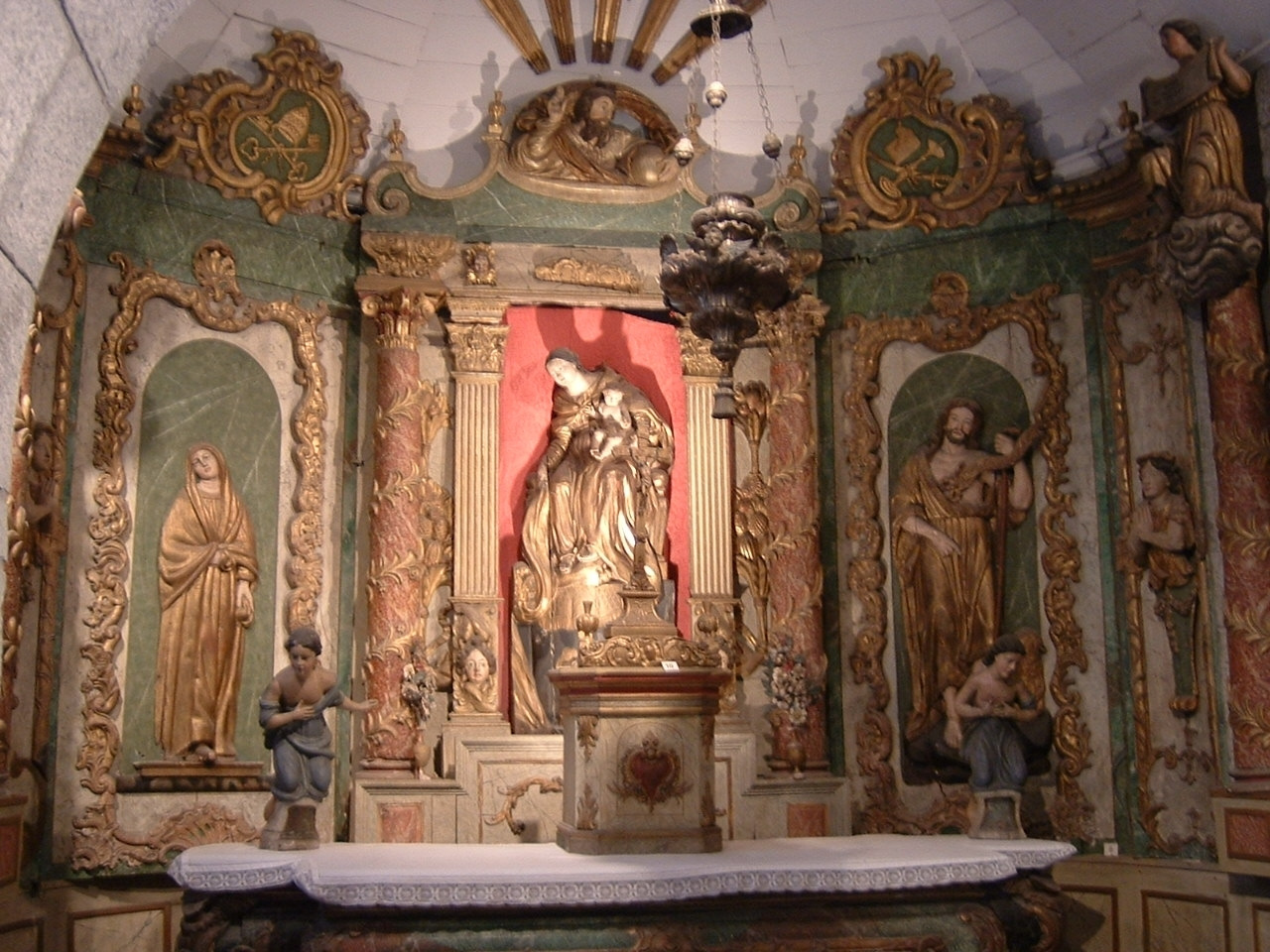
Retable de l'ancienne église Saint-Pierre à la chapelle.

Divers vestiges de l'époque romaine (fragments de sculpture, d'autels votifs, substructions de murs antiques) ont été mis au jour lors des travaux du génie militaire au XIXe siècle. Cependant ces travaux eurent pour conséquence la destruction de la majeure partie des murs antiques. Les pièces découvertes sont exposées sur place.
Aujourd'hui, même s'il reste peut être quelques traces de ces murs antiques, les vestiges les plus anciens remontent aux XIe et XIIe siècles et constituent les fondations des actuelles fortifications. La haute tour d'habitation a été construite à la fin du XIVe siècle par Gaston Fébus, comte de Foix-Béarn. Le site sera encore fortifié au XIXe siècle par l'armée.
La chapelle Notre-Dame-du-Château abrite le mobilier de l'ancienne église paroissiale Saint-Pierre de Lourdes, rasée en 1904.
La chapelle actuelle est construite avec des matériaux de réemploi.

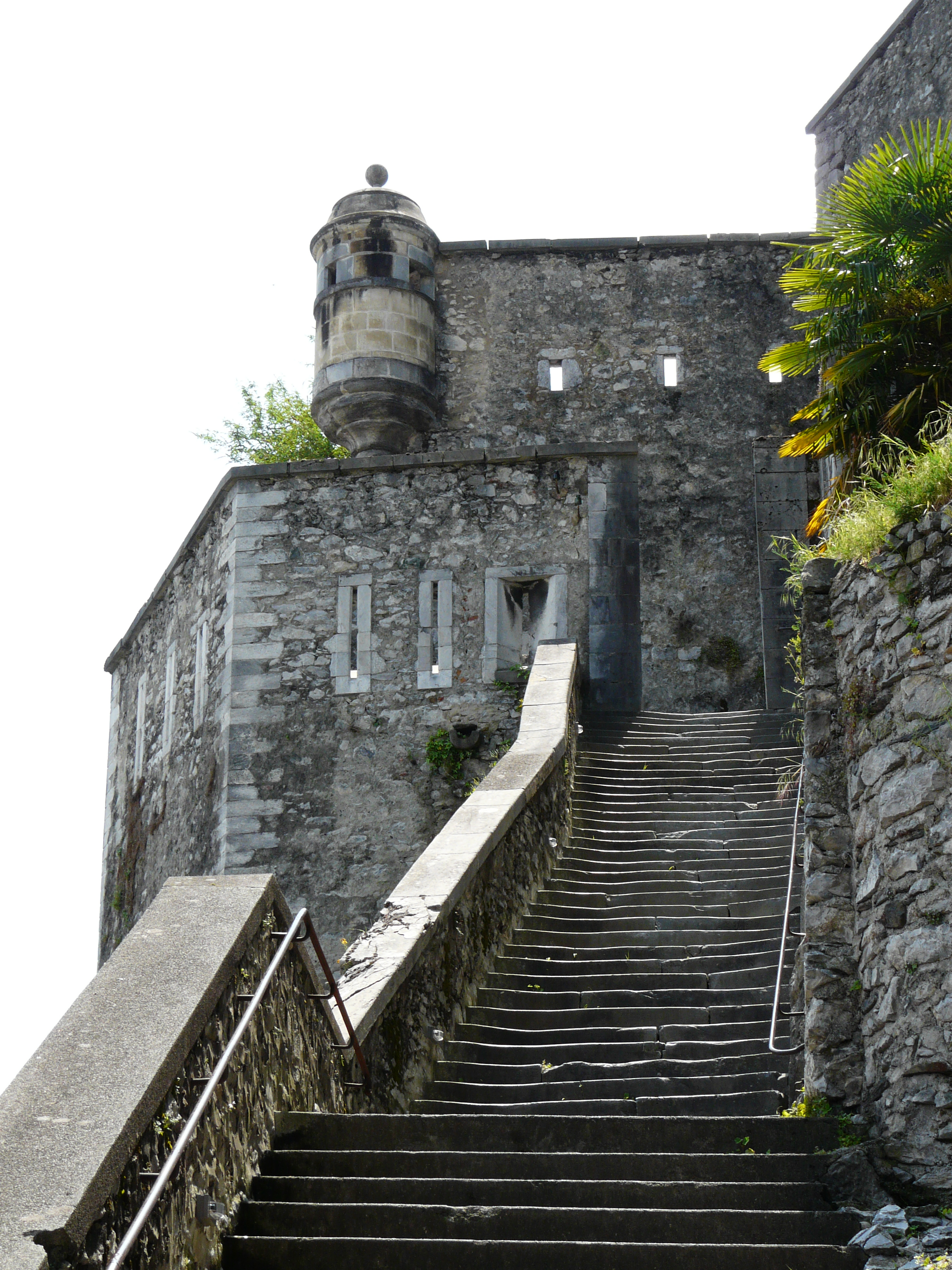
Montée au château.
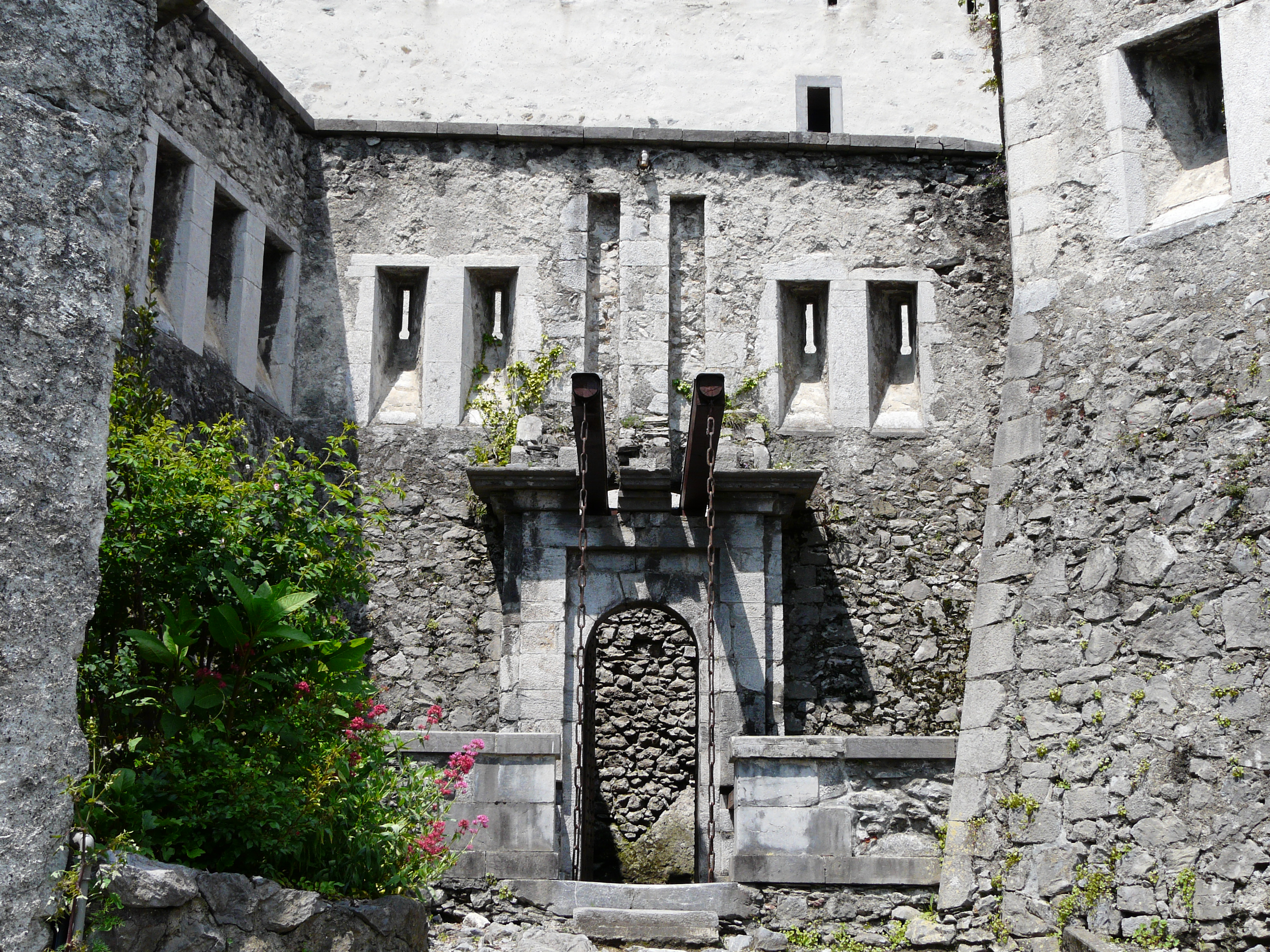
Entrée principale et pont-levis.
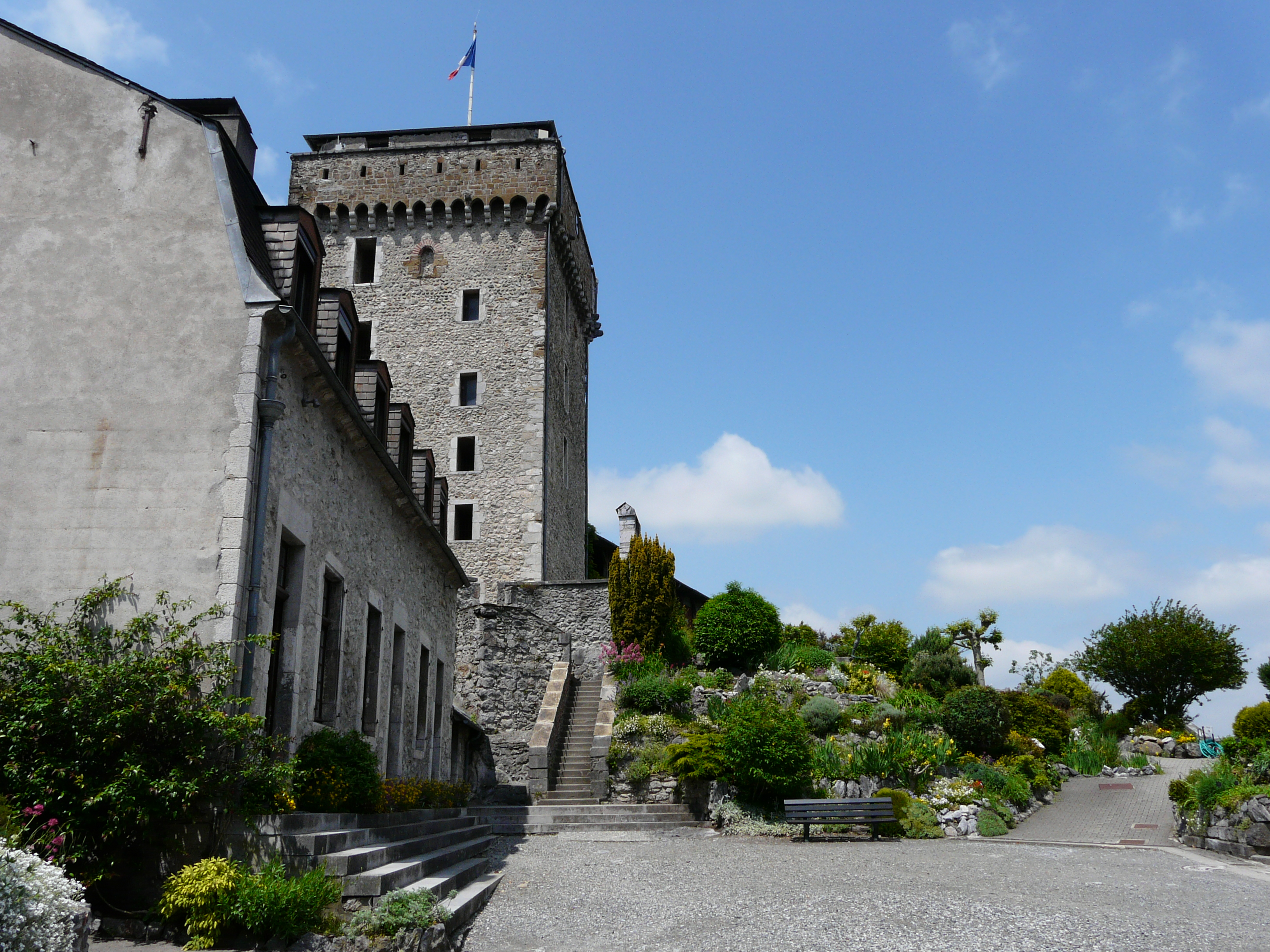
Cour d'honneur et jardin.
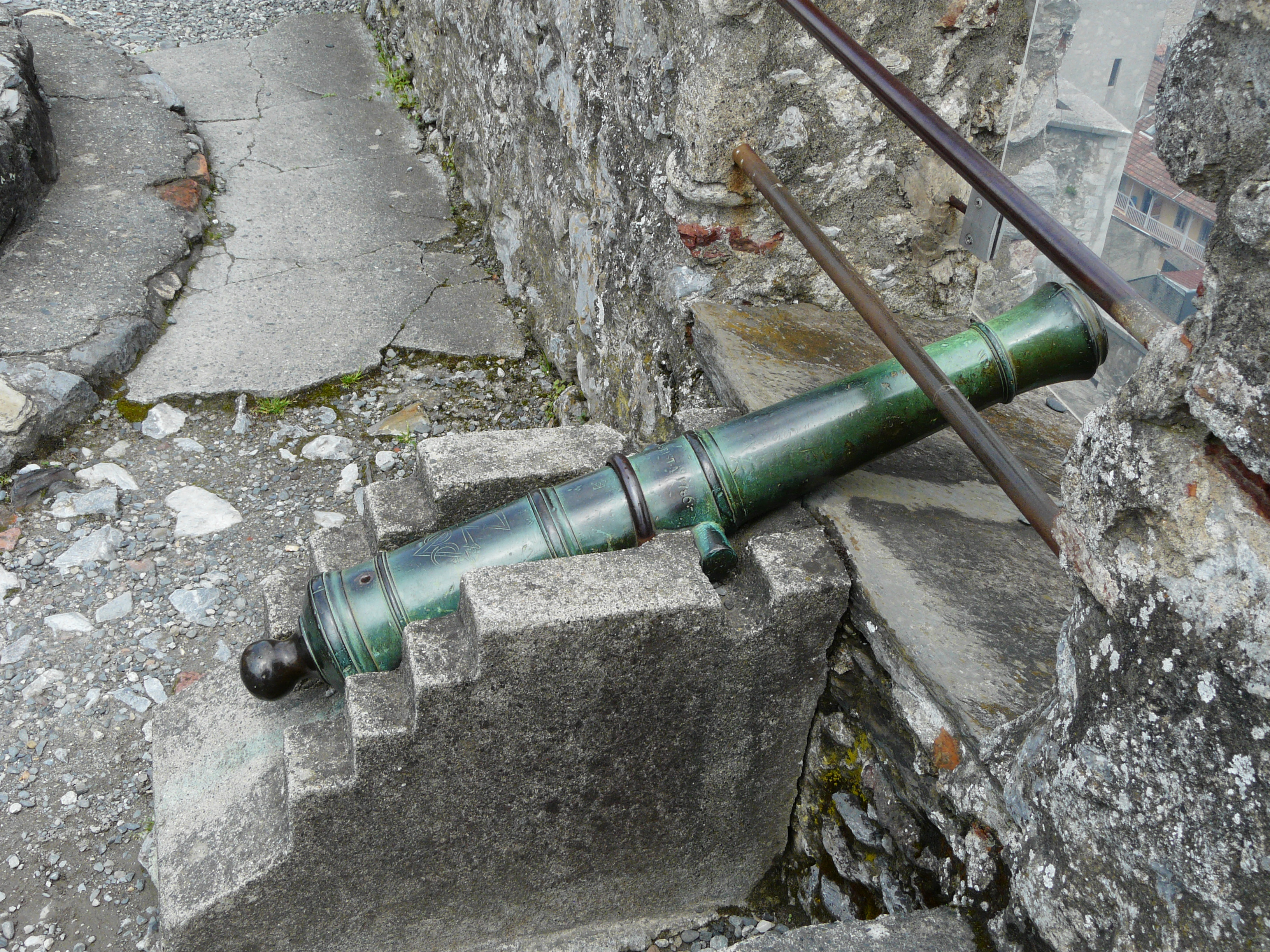
Un canon du château.
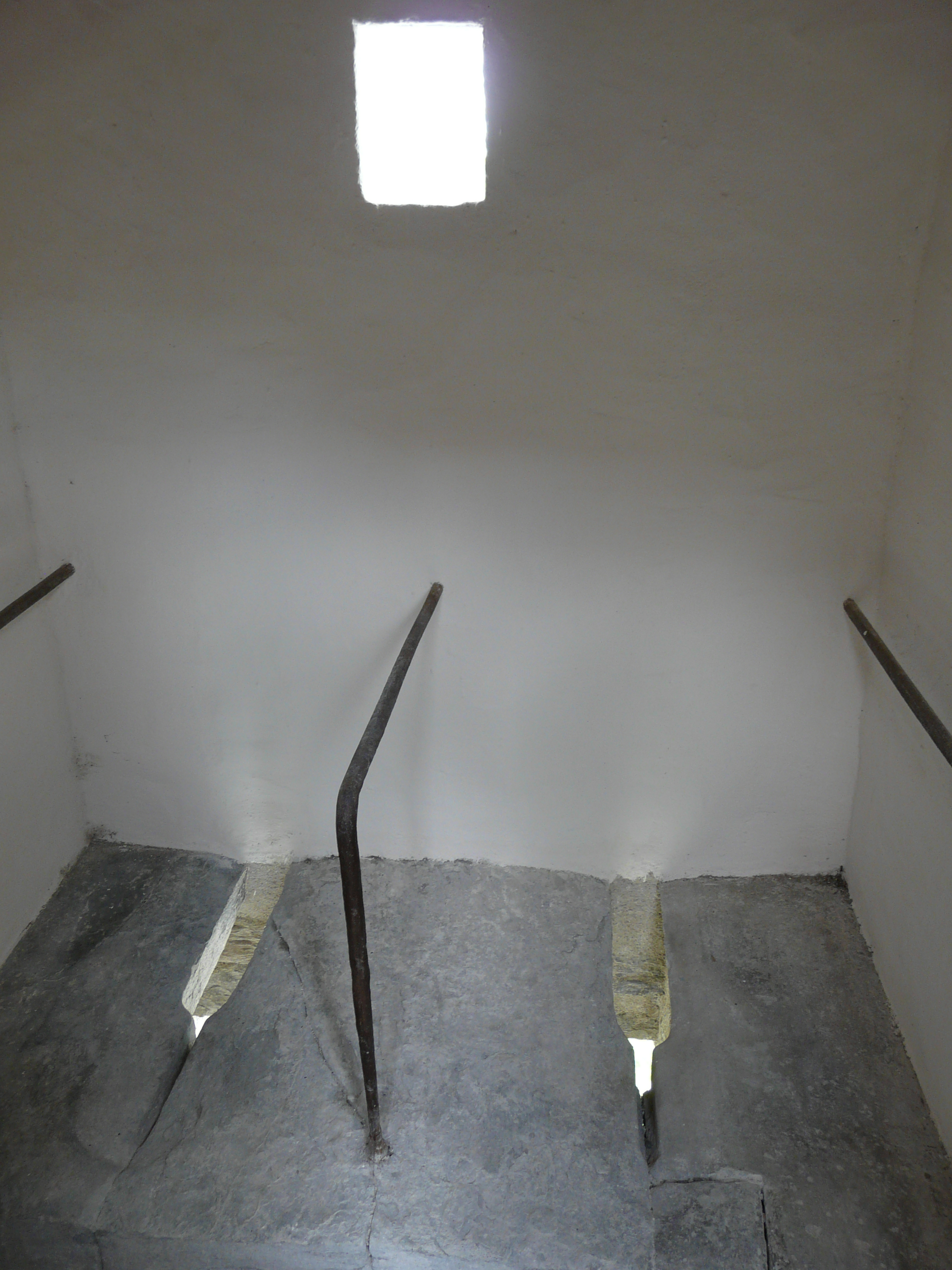
Latrines du logis.
Panorama (très haute définition).
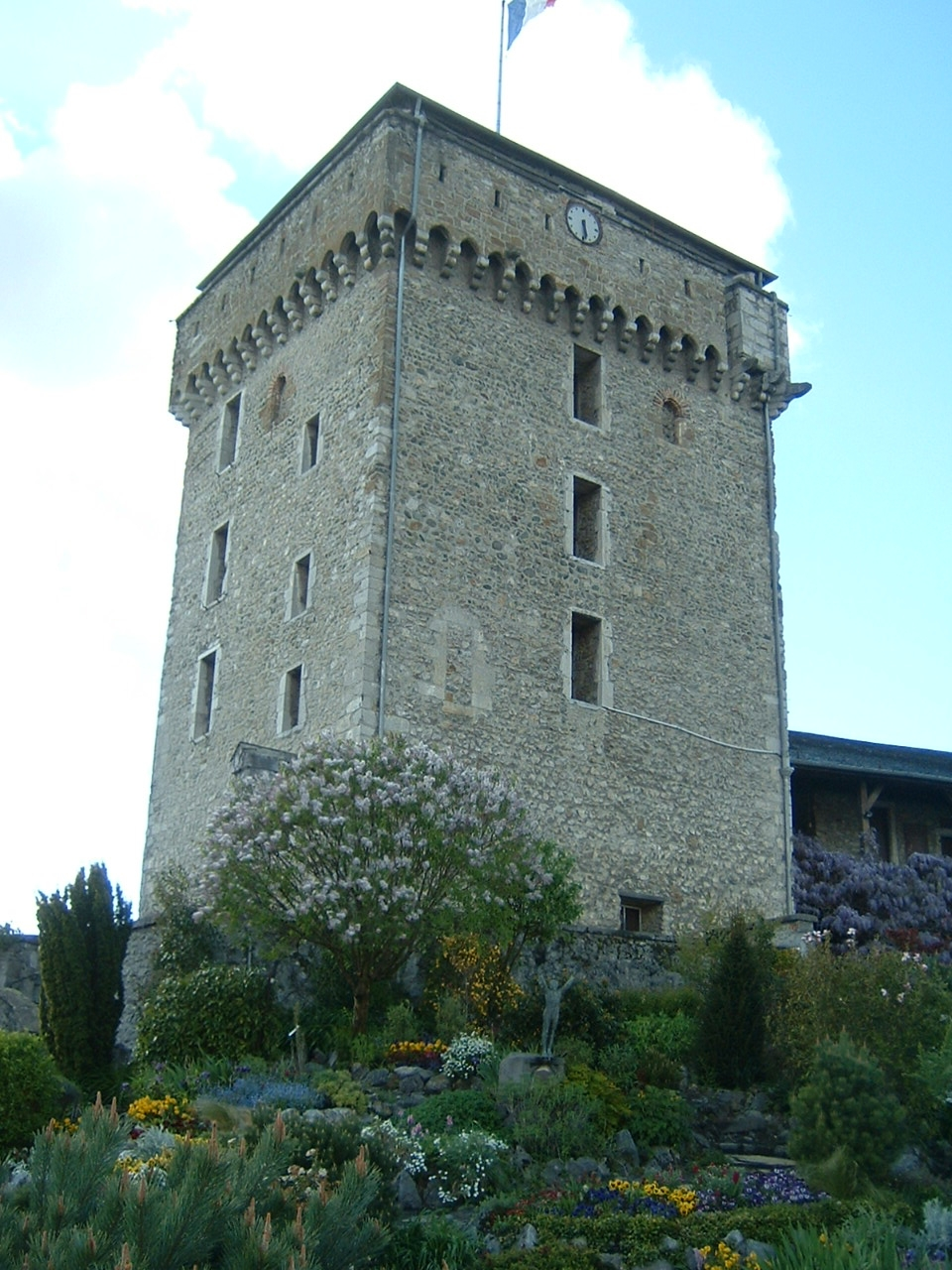
Le Donjon.
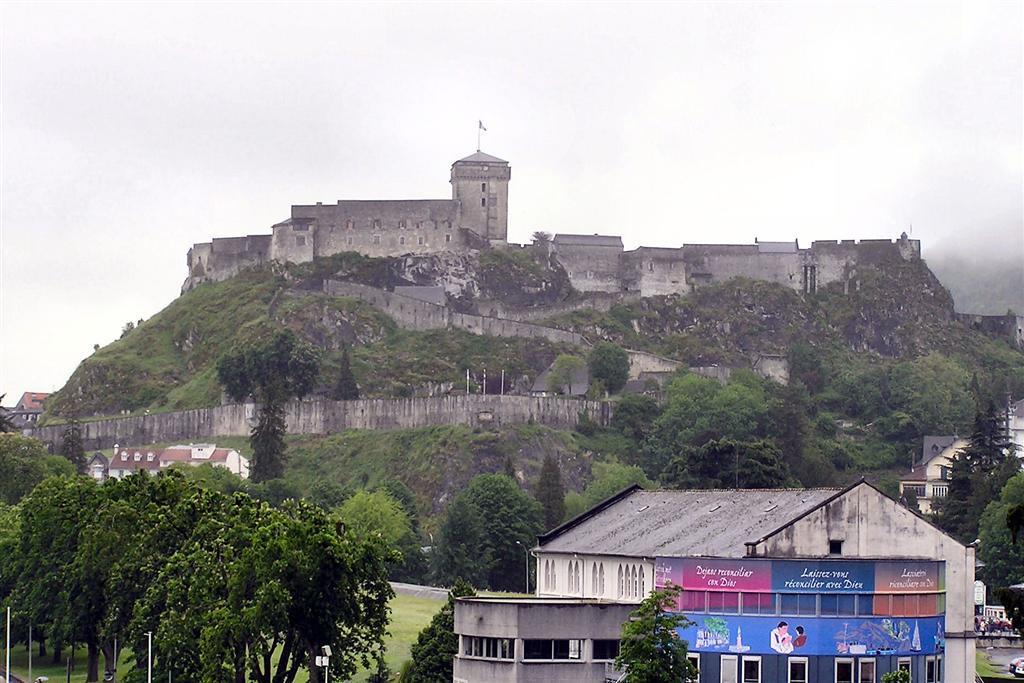
Vue de l'ouest.
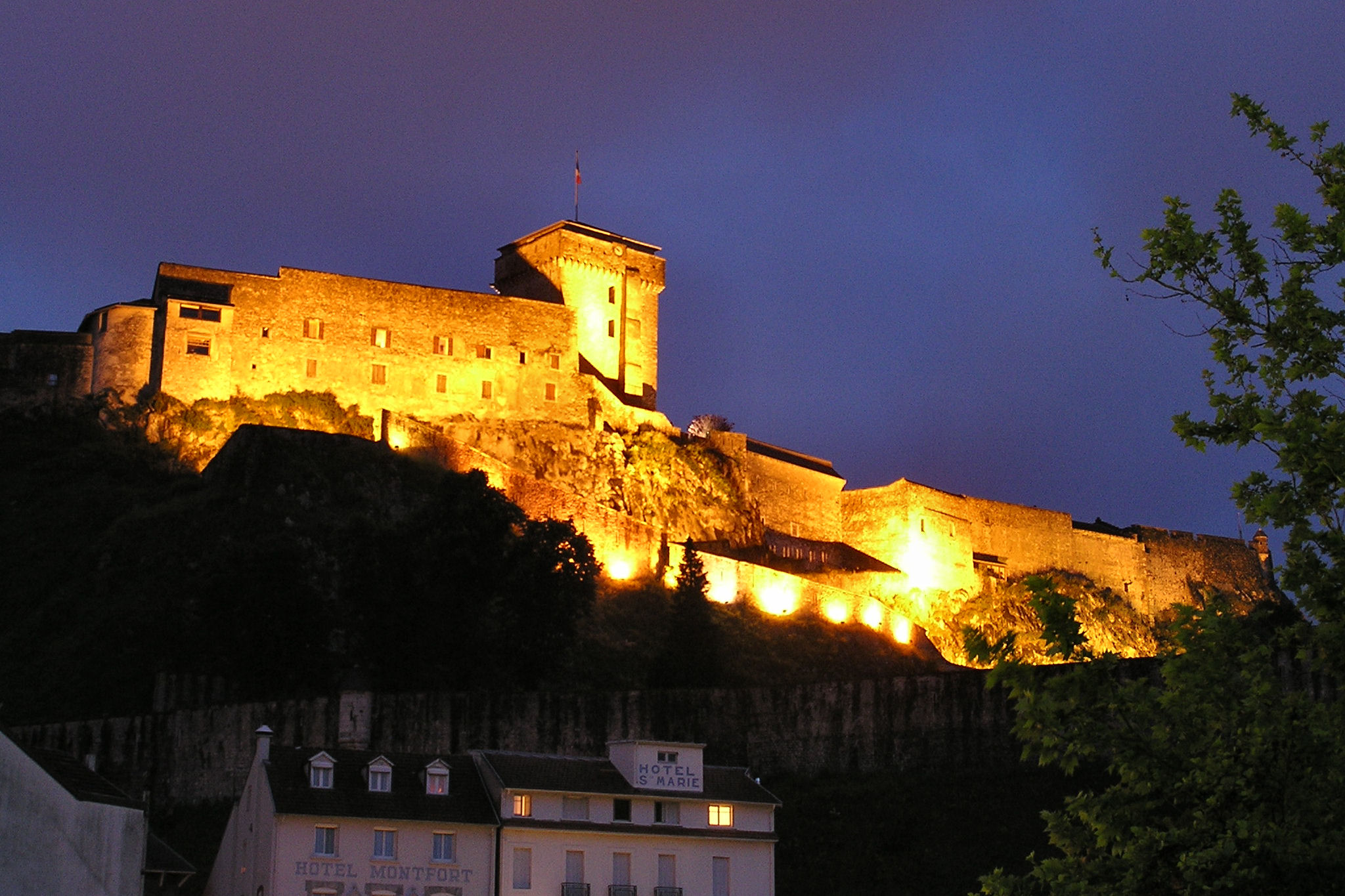
Le château illuminé la nuit.
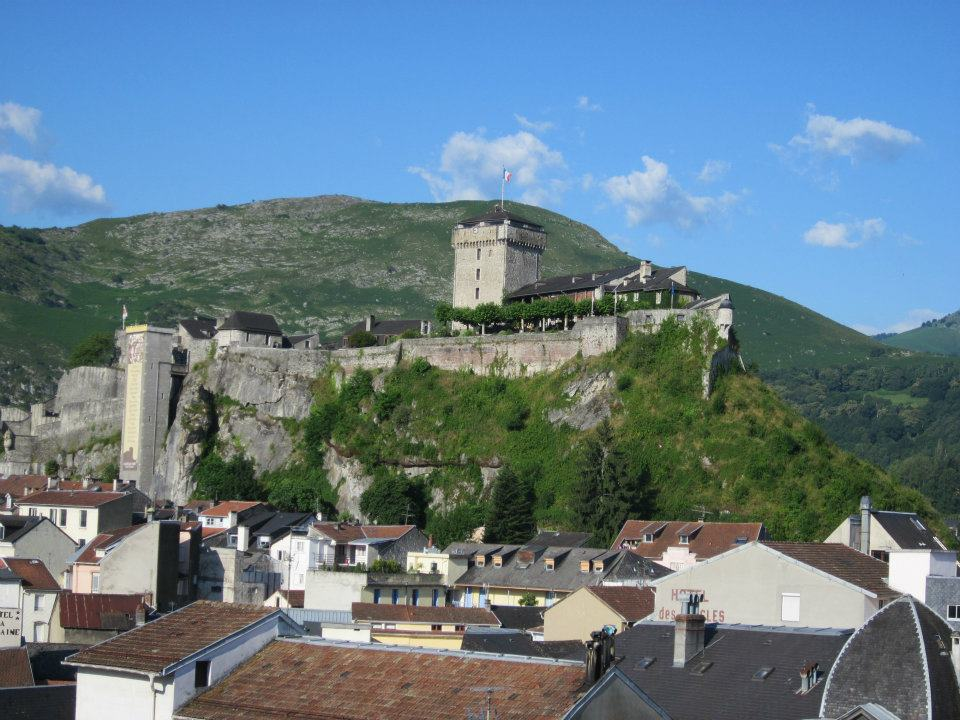
Vue de l'est.